# Кубок мира по биатлону 1977/1978
Кубок мира по биатлону 1977/1978 — серия международных соревнований по биатлону, состоящая из 4 этапов, которые начались 13 января 1978 года в немецком Рупольдинге и завершились 4 апреля 1978 года в финском Соданкюля. Первый Кубок мира по биатлону, проводимый UIPMB . Проводился только среди мужчин.

## Календарь
| Место проведения     | Дата          | Инд | Спр | Эст |
| -------------------- | ------------- | --- | --- | --- |
| Рупольдинг           | 13—15 января  | ●   | ●   | ●   |
| Антхольц-Антерсельва | 22—25 февраля | ●   | ●   | ●   |
| Хохфильцен           | 2—5 марта     | ●   | ●   | ●   |
| Мурманск             | 24—28 марта   | ●   | ●   | ●   |
| Соданкюля            | 1—4 Апреля    | ●   | ●   | ●   |
| Всего                | Всего         | 5   | 5   | 5   |

*Эстафеты были неофициальными гонками, так как не учитывались в зачет Кубка мира.

## Система начисления очков
| Место | 1  | 2  | 3  | 4  | 5  | 6  | 7  | 8  | 9  | 10 | 11 | 12 | 13 | 14 | 15 | 16 | 17 | 18 | 19 | 20 | 21 | 22 | 23 | 24 | 25 |
| Очки  | 25 | 24 | 23 | 22 | 21 | 20 | 19 | 18 | 17 | 16 | 15 | 14 | 13 | 12 | 11 | 10 | 9  | 8  | 7  | 6  | 5  | 4  | 3  | 2  | 1  |

## Результаты соревнований

### 1-й этап — Рупольдинг (13 января − 15 января 1978 года)
| Гонка                                                | Мужчины |
| ---------------------------------------------------- | --- |
| Индивидуальная гонка - 13 января 1978 Мужчины: 20 км | Клаус Зиберт 1:09:42.0 (1)                                                                                             |
| Индивидуальная гонка - 13 января 1978 Мужчины: 20 км | Эберхард Рёш +1:23.0 (3)                                                                                               |
| Индивидуальная гонка - 13 января 1978 Мужчины: 20 км | Андреас Швайгер +1:47.0 (0)                                                                                            |
| Индивидуальная гонка - 13 января 1978 Мужчины: 20 км | 4. Ивон Мугель 5. Свейн Энген 6. Мирослав Совиш 7. Анджей Рапац 8. Одд Педерсен 9. Герхард Винклер 10. Николай Круглов |
| Индивидуальная гонка - 13 января 1978 Мужчины: 20 км | Финишный протокол |
|                                                      | |
| Спринт - 14 января 1978 Мужчины: 10 км               | Сиглейф Йохансон 35:38.5 (1)                                                                                           |
| Спринт - 14 января 1978 Мужчины: 10 км               | Эберхард Рёш +5.4 (2)                                                                                                  |
| Спринт - 14 января 1978 Мужчины: 10 км               | Франк Ульрих +24.5 (2)                                                                                                 |
| Спринт - 14 января 1978 Мужчины: 10 км               | 4. Эркки Антила 5. Хейкки Икола 6. Клаус Зиберт 7. Луиджи Вайс 8. Терье Крокстад 9. Одд Лирхус 10. Александр Елизаров  |
| Спринт - 14 января 1978 Мужчины: 10 км               | Финишный протокол |
|                                                      | |
| Эстафета - 15 января 1978 Мужчины: 4 х 7,5 км        | ГДР 1:58:26.6 (1) (Манфред Бир, Клаус Зиберт, Франк Ульрих, Эберхард Рёш)                                              |
| Эстафета - 15 января 1978 Мужчины: 4 х 7,5 км        | Норвегия + 10.3 (4) (Одд Лирхус, Терье Крокстад, Свейн Энген, Сиглейф Йохансон)                                        |
| Эстафета - 15 января 1978 Мужчины: 4 х 7,5 км        | Финляндия + 2:40.6 (Эркки Антила, Юхани Суутаринен, Раймо Сеппанен, Хейкки Икола)                                      |
| Эстафета - 15 января 1978 Мужчины: 4 х 7,5 км        | Финишный протокол |

### 2-й этап — Антхольц-Антерсельва (22 февраля − 25 февраля 1978 года)
| Гонка                                                 | Мужчины |
| ----------------------------------------------------- | --- |
| Индивидуальная гонка - 22 февраля 1978 Мужчины: 20 км | Франк Ульрих |
| Индивидуальная гонка - 22 февраля 1978 Мужчины: 20 км | Александр Ушаков |
| Индивидуальная гонка - 22 февраля 1978 Мужчины: 20 км | Николай Круглов |
| Индивидуальная гонка - 22 февраля 1978 Мужчины: 20 км | 4. Вилли Бертин 5. Герхард Винклер 6. Владимир Барнашов 7. Владимир Очнев 8. Генрих Мерингер 9. Ардуино Тирабоши 10. Манфред Бир |
| Индивидуальная гонка - 22 февраля 1978 Мужчины: 20 км | Финишный протокол |
|                                                       | |
| Спринт - 24 февраля 1978 Мужчины: 10 км               | Клаус Зиберт |
| Спринт - 24 февраля 1978 Мужчины: 10 км               | Эберхард Рёш |
| Спринт - 24 февраля 1978 Мужчины: 10 км               | Владимир Барнашов |
| Спринт - 24 февраля 1978 Мужчины: 10 км               | 4. Александр Тихонов 5. Александр Ушаков 6. Николай Круглов 7. Александр Елизаров 8. Франк Ульрих 10. Владимир Очнев             |
| Спринт - 24 февраля 1978 Мужчины: 10 км               | Финишный протокол |
|                                                       | |
| Эстафета - 25 февраля 1978 Мужчины: 4 х 7,5 км        | ГДР-I |
| Эстафета - 25 февраля 1978 Мужчины: 4 х 7,5 км        | СССР-I (Владимир Барнашов, Александр Ушаков, Александр Тихонов, Николай Круглов)                                                 |
| Эстафета - 25 февраля 1978 Мужчины: 4 х 7,5 км        | ГДР-II |
| Эстафета - 25 февраля 1978 Мужчины: 4 х 7,5 км        | Финишный протокол |

### 3-й этап — Мурманск (25 марта − 28 марта 1978 года)
| Гонка                                               | Мужчины                                                                                          |
| --------------------------------------------------- | ------------------------------------------------------------------------------------------------ |
| Индивидуальная гонка - 25 марта 1978 Мужчины: 20 км | Николай Круглов                                                                                  |
| Индивидуальная гонка - 25 марта 1978 Мужчины: 20 км | Анатолий Алябьев                                                                                 |
| Индивидуальная гонка - 25 марта 1978 Мужчины: 20 км | Владимир Артемьев                                                                                |
| Индивидуальная гонка - 25 марта 1978 Мужчины: 20 км | 4. Франк Ульрих 5. Александр Ушаков 6. Манфред Бир 7. Роар Нильсен 9. Ардуино Тирабоши           |
| Индивидуальная гонка - 25 марта 1978 Мужчины: 20 км | Финишный протокол                                                                                |
|                                                     |                                                                                                  |
| Спринт - 27 марта 1978 Мужчины: 10 км               | Франк Ульрих                                                                                     |
| Спринт - 27 марта 1978 Мужчины: 10 км               | Николай Круглов                                                                                  |
| Спринт - 27 марта 1978 Мужчины: 10 км               | Сиглейф Йохансон                                                                                 |
| Спринт - 27 марта 1978 Мужчины: 10 км               | 4. Владимир Барнашов 5. Александр Тихонов 6. Турье Крокстад 9. Клаус Зиберт 10. Александр Ушаков |
| Спринт - 27 марта 1978 Мужчины: 10 км               | Финишный протокол                                                                                |
|                                                     |                                                                                                  |
| Эстафета - 28 марта 1978 Мужчины: 4 х 7,5 км        | СССР-II (Владимир Барнашов, Александр Ушаков, Николай Круглов, Анатолий Алябьев)                 |
| Эстафета - 28 марта 1978 Мужчины: 4 х 7,5 км        | СССР-I (Вячеслав Толкачёв, Александр Елизаров, Александр Тихонов, Владимир Введенский)           |
| Эстафета - 28 марта 1978 Мужчины: 4 х 7,5 км        | ГДР                                                                                              |
| Эстафета - 28 марта 1978 Мужчины: 4 х 7,5 км        | Финишный протокол                                                                                |

### 4-й этап — Соданкюля (1 апреля − 4 апреля 1978 года)
| Гонка                                               | Мужчины |
| --------------------------------------------------- | --- |
| Индивидуальная гонка - 1 апреля 1978 Мужчины: 20 км | Клаус Зиберт 1:08:26.4 (2) |
| Индивидуальная гонка - 1 апреля 1978 Мужчины: 20 км | Владимир Очнев +1:24.9 (2) |
| Индивидуальная гонка - 1 апреля 1978 Мужчины: 20 км | Свейн Энген +1:27.2 (0) |
| Индивидуальная гонка - 1 апреля 1978 Мужчины: 20 км | 4. Франк Ульрих 5. Александр Тихонов 6. Александр Елизаров 7. Владимир Барнашов 8. Ивон Мугель 9. Сиглейф Йохансон 10. Александр Ушаков |
| Индивидуальная гонка - 1 апреля 1978 Мужчины: 20 км | Финишный протокол |
|                                                     | |
| Спринт - 2 апреля 1978 Мужчины: 10 км               | Владимир Барнашов 32:00.2 (0) |
| Спринт - 2 апреля 1978 Мужчины: 10 км               | Хейкки Икола +59.3 (1) |
| Спринт - 2 апреля 1978 Мужчины: 10 км               | Александр Тихонов |
| Спринт - 2 апреля 1978 Мужчины: 10 км               | 4. Терье Крокстад 5. Эррки Ниеминен 6. Кейко Кунтола 7. Александр Елизаров 8. Владимир Очнев                                            |
| Спринт - 2 апреля 1978 Мужчины: 10 км               | Финишный протокол |
|                                                     | |
| Эстафета - 4 апреля 1978 Мужчины: 4 х 7,5 км        | СССР (Александр Елизаров, Александр Тихонов, Владимир Барнашов, Владимир Очнев)                                                         |
| Эстафета - 4 апреля 1978 Мужчины: 4 х 7,5 км        | ГДР |
| Эстафета - 4 апреля 1978 Мужчины: 4 х 7,5 км        | Финляндия |
| Эстафета - 4 апреля 1978 Мужчины: 4 х 7,5 км        | Финишный протокол |

## Итоговый зачет
| Место | Фамилия            | Очков |
| ----- | ------------------ | ----- |
| 1     | Франк Ульрих       | 144   |
| 2     | Клаус Зиберт       | 137   |
| 3     | Эберхард Рёш       | 133   |
| 4     | Владимир Барнашов  | 125   |
| 5     | Николай Круглов    | 119   |
| 6     | Александр Ушаков   | 113   |
| 7     | Александр Тихонов  | 108   |
| 8     | Сиглейф Йохансон   | 104   |
| 9     | Владимир Очнев     | 100   |
| 10    | Александр Елизаров | 96    |
| 11    | Свейн Энген        | 94    |
| 12    | Луиджи Вайс        | 86    |
| 13    | Герхард Винклер    | 77    |
| 14    | Терье Крокстад     | 73    |
| 15    | Пер Андерссон      | 70    |
| 16    | Хейкки Икола       | 67    |
| 17    | Эркки Антила       | 63    |
| 17    | Генрих Мерингер    | 63    |
| 19    | Манфред Бир        | 62    |
| 19    | Одд Лирхус         | 62    |
| 21    | Ивон Мугель        | 58    |
| 22    | Ардуино Тирабоши   | 57    |
| 23    | Вилли Бертин       | 55    |
| 23    | Андреас Швайгер    | 55    |
| 25    | Роар Нильсен       | 53    |

## Завершили карьеру
Следующие известные биатлонисты завершили профессиональную карьеру во время или после сезона 1977/78:

| - Юхани Суутаринен (34 года) - Александр Елизаров (26 лет) |